# تنیس روی میز در بازی های پاراآسیایی ۲۰۱۴
تنیس روی میز در بازی‌های پاراآسیایی ۲۰۱۴ از ۱۹ تا ۲۴ اکتبر ۲۰۱۴ در سالن ورزش‌های دانشگاه جهانی سونگدو در اینچئون، کره جنوبی برگزار شد.

## کشورهای شرکت‌کننده
در زیر فهرستی از کشورهایی است که کمیته‌های پارالمپیک ملی آنها شرکت کردند
- افغانستان (2)
- چین (8)
- هنگ کنگ (3)
- هند (2)
- ایران (8)
- عراق (2)
- ژاپن (2)
- قزاقستان (3)
- قرقیزستان (3)
- کره جنوبی (15)
- کویت (1)
- مغولستان (5)
- سنگاپور (2)
- سری‌لانکا (3)
- الگو:FlagIPC2
- تایلند (14)
- امارات متحده عربی (4)
- ازبکستان (1)